# Lega saudita professionistica 2012-2013
La Saudi Professional League 2012-2013 è stata la 38ª edizione della massima competizione nazionale per club dell'Arabia Saudita, la squadra campione in carica è l'Al-Shabab Club.

## Squadre partecipanti
| Squadra    | Allenatori         | Posizione          |
| ---------- | ------------------ | ------------------ |
| Al-Ittihad | Raúl Caneda        | 5º                 |
| Al-Hilal   | Antoine Kombouaré  | 3º                 |
| Al-Ahli    | Karel Jarolím      | 2º                 |
| Al Fateh   | Fathi Al Jebali    | 6º                 |
| Hajer      | Ednaldo Patricio   | 11º                |
| Al-Ettifaq | Alain Geiger       | 4º                 |
| Al-Nassr   | Francisco Maturana | 7º                 |
| Al Shoalah | Mohammed Salah     | 1º In 1ª Divisione |
| Al Raed    | Ammar Souayah      | 10º                |
| Al-Shabab  | Michel Preud'homme | 1º                 |
| Al-Wahda   | Basheer Abdulsamad | 2º in 1ª Divisione |
| Najran     | Miodrag Ješić      | 9º                 |
| Al-Faisaly | Marc Brys          | 8º                 |
| Al-Taawoun | Gjoko Hadžievski   | 12º                |

## Classifica
|                           | Pos. | Squadra    | Pt | G  | V  | N  | P  | GF | GS | DR  |
| ------------------------- | ---- | ---------- | -- | -- | -- | -- | -- | -- | -- | --- |
| Arabia Saudita (bandiera) | 1.   | Al-Fateh   | 64 | 26 | 20 | 4  | 2  | 52 | 23 | +29 |
|                           | 2.   | Al-Hilal   | 56 | 26 | 17 | 5  | 4  | 62 | 26 | +36 |
|                           | 3.   | Al-Shabab  | 56 | 26 | 17 | 5  | 4  | 53 | 36 | +17 |
|                           | 4.   | Al-Nassr   | 50 | 26 | 14 | 8  | 4  | 41 | 24 | +17 |
|                           | 5.   | Al-Ahli    | 44 | 26 | 12 | 8  | 6  | 51 | 33 | +18 |
|                           | 6.   | Al-Ettifaq | 35 | 26 | 9  | 8  | 9  | 33 | 38 | -5  |
|                           | 7.   | Al-Ittihad | 33 | 26 | 8  | 9  | 9  | 36 | 36 | 0   |
|                           | 8.   | Al-Ra'ed   | 32 | 26 | 7  | 11 | 8  | 30 | 41 | -11 |
|                           | 9.   | Al-Shoalah | 30 | 26 | 8  | 6  | 13 | 32 | 42 | -10 |
|                           | 10.  | Najran     | 25 | 26 | 6  | 7  | 13 | 31 | 52 | -21 |
|                           | 11.  | Al-Faisaly | 24 | 26 | 6  | 6  | 14 | 35 | 43 | -8  |
|                           | 12.  | Al-Taawoun | 19 | 26 | 3  | 10 | 13 | 25 | 37 | -12 |
|                           | 13.  | Hajer      | 16 | 26 | 3  | 7  | 16 | 24 | 48 | -14 |
|                           | 14.  | Al-Wahda   | 12 | 26 | 2  | 6  | 18 | 26 | 52 | -26 |

Legenda:

      Campione dell'Arabia Saudita 2012-2013, ammessa alla AFC Champions League 2014

      Ammesse alla AFC Champions League 2014

      Retrocessa in Saudi Second Division 2013-2014

Note:
Tre punti a vittoria, uno a pareggio, zero a sconfitta.